# Karabin (album)
Karabin – czwarty album studyjny Marii Peszek, który ukazał się 26 lutego 2016 roku nakładem wytwórni muzycznej Warner Music Poland.

## Ogólne informacje
Zapowiedź albumu jak i towarzyszącej jemu trasy koncertowej miała miejsce w grudniu 2015. Podobnie jak w przypadku poprzedniej płyty, muzykę do wszystkich utworów skomponowali Maria Peszek i Michał „Fox” Król, natomiast słowa piosenek napisała sama Peszek. Pierwszym tekstem napisanym na album był utwór „Jak pistolet”. Autorka określiła Karabin jako „jedenaście piosenek o wolności, nienawiści i prawie do bycia innym” oraz jako „pacyfistyczną płytę wyrażoną militarnymi środkami”.
Pierwszym singlem promującym Karabin została piosenka „Polska A B C i D”, wydana w styczniu 2016. Był to pierwszy utwór Marii Peszek, jakiemu udało się dotrzeć do 1. miejsca na Liście przebojów Programu Trzeciego. Jako drugi singel wydano „Modern Holocaust” w marcu. Utwór wywołał kontrowersje w mediach ze względu na prowokujący tekst. W lipcu trzecim singlem została piosenka „Samotny tata”. Teledysk do utworu wyreżyserowała Anna Maliszewska, a główną rolę zagrał w nim aktor Eryk Lubos. Klip zdobył nagrodę za reżyserię na Festiwalu Polskich Wideoklipów Yach Film. We wrześniu 2016 artystka opublikowała teledysk do ostatniego singla, „Ej Maria”, który został nakręcony w Kijowie na Ukrainie.
Karabin spotkał się z mieszanymi opiniami recenzentów, którzy skrytykowali krążek m.in. za dobór instrumentarium i teksty. Płyta zadebiutowała jednak na drugim miejscu zestawienia OLiS i uzyskała status złotej nieco ponad miesiąc po premierze, a następnie – platynowej płyty. Zajęła 15. miejsce w rankingu najlepiej sprzedających się albumów 2016 roku w Polsce.

## Lista utworów
1. „Gwiazda” – 3:37 (muzyka – Maria Peszek, Michał „Fox” Król; tekst – Maria Peszek)
2. „Krew na ulicach” – 3:48 (muzyka – Maria Peszek, Michał „Fox” Król; tekst – Maria Peszek)
3. „Elektryk” – 3:18 (muzyka – Maria Peszek, Michał „Fox” Król; tekst – Maria Peszek)
4. „Żołnierzyk” – 4:36 (muzyka – Maria Peszek, Michał „Fox” Król; tekst – Maria Peszek)
5. „Tu i teraz” – 3:37 (muzyka – Maria Peszek, Michał „Fox” Król; tekst – Maria Peszek)
6. „Jak pistolet” – 3:35 (muzyka – Maria Peszek, Michał „Fox” Król; tekst – Maria Peszek)
7. „Polska A B C i D” – 4:01 (muzyka – Maria Peszek, Michał „Fox” Król; tekst – Maria Peszek)
8. „Samotny tata” – 3:48 (muzyka – Maria Peszek, Michał „Fox” Król; tekst – Maria Peszek)
9. „Ogień” – 3:33 (muzyka – Maria Peszek, Michał „Fox” Król; tekst – Maria Peszek)
10. „Modern Holocaust” – 3:49 (muzyka – Maria Peszek, Michał „Fox” Król; tekst – Maria Peszek)
11. „Ej Maria” – 3:28 (muzyka – Maria Peszek, Michał „Fox” Król; tekst – Maria Peszek)

## Twórcy
Opracowano na podstawie materiału źródłowego:
- Maria Peszek – słowa, śpiew, produkcja muzyczna
- Michał „Fox” Król – produkcja muzyczna, bębny, gitara, bas, pianino, syntezator, wokale
- Arek Wielgosik – pianino, bębny, wokale
- Rafał Smoleń – miksowanie
- Lewis Hopkin – mastering
- Edek – zdjęcia, szata graficzna

## Trasa koncertowa

### Setlista
1. „Ogień”
2. „Tu i teraz”
3. „Polska A B C i D”
4. „Krew na ulicach”
5. „Ludzie psy”
6. „Szara flaga”
7. „Gwiazda”
8. „Jak pistolet”
9. „Modern Holocaust”
10. „Sorry Polsko”
11. „Pan nie jest moim pasterzem”
12. „Elektryk”
13. „Żołnierzyk”
14. „Amy”
15. „Samotny tata”
16. „Ej Maria”

Bisy
1. „Freedom” (cover piosenki Pharrella Williamsa)
2. „Polska A B C i D”

### Koncerty
| Data                 | Miasto           | Państwo  | Obiekt                                           | Źródło |
| -------------------- | ---------------- | -------- | ------------------------------------------------ | ------ |
| Seria 1              |                  |          |                                                  |        |
| 4 marca 2016         | Częstochowa      | Polska   | klub „Rura”                                      | [ 23 ] |
| 5 marca 2016         | Poznań           | Polska   | Międzynarodowe Targi Poznańskie                  | [ 23 ] |
| 6 marca 2016         | Wrocław          | Polska   | klub „Eter”                                      | [ 23 ] |
| 11 marca 2016        | Katowice         | Polska   | Mega Club                                        | [ 23 ] |
| 12 marca 2016        | Opole            | Polska   | Narodowe Centrum Polskiej Piosenki               | [ 23 ] |
| 13 marca 2016        | Kraków           | Polska   | klub „Studio”                                    | [ 23 ] |
| 18 marca 2016        | Konin            | Polska   | klub „Oskard”                                    | [ 23 ] |
| 19 marca 2016        | Gdańsk           | Polska   | klub „B90”                                       | [ 23 ] |
| 20 marca 2016        | Bydgoszcz        | Polska   | klub „Estrada”                                   | [ 23 ] |
| 30 marca 2016        | Lublin           | Polska   | Teatr Stary (2 koncerty)                         | [ 23 ] |
| 1 kwietnia 2016      | Warszawa         | Polska   | klub „Stodoła”                                   | [ 23 ] |
| 3 kwietnia 2016      | Bielsko-Biała    | Polska   | klub „RudeBoy”                                   | [ 23 ] |
| 7 kwietnia 2016      | Białystok        | Polska   | klub „Zmiana Klimatu”                            | [ 23 ] |
| 8 kwietnia 2016      | Toruń            | Polska   | klub „Od Nowa”                                   | [ 23 ] |
| 15 kwietnia 2016     | Dublin           | Irlandia | klub „Button Factory”                            | [ 24 ] |
| 17 kwietnia 2016     | Londyn           | Anglia   | klub „Scala”                                     | [ 23 ] |
| 22 kwietnia 2016     | Zielona Góra     | Polska   | klub „Kawon”                                     | [ 23 ] |
| 23 kwietnia 2016     | Szczecin         | Polska   | klub „Słowianin”                                 | [ 23 ] |
| 26 kwietnia 2016     | Łódź             | Polska   | klub „Wytwórnia”                                 | [ 25 ] |
| 3 maja 2016          | Wrocław          | Polska   | Hala Stulecia                                    | [ 26 ] |
| 20 maja 2016         | Wałbrzych        | Polska   | Wałbrzyski Ośrodek Kultury                       | [ 26 ] |
| 21 maja 2016         | Piła             | Polska   | klub „Rockopolis”                                | [ 26 ] |
| 22 maja 2016         | Kwidzyn          | Polska   | Teatr Miejski                                    | [ 26 ] |
| 28 maja 2016         | Skierniewice     | Polska   | Centrum Kultury i Sztuki                         | [ 26 ] |
| 30 czerwca 2016      | Gdynia           | Polska   | Port lotniczy Gdynia-Kosakowo (Open’er Festival) | [ 27 ] |
| 1 lipca 2016         | Augustów         | Polska   | Statek „Swoboda”                                 | [ 28 ] |
| 9 lipca 2016         | Poznań           | Polska   | Park Cytadela (Męskie Granie)                    | [ 29 ] |
| 16 lipca 2016        | Ostrawa          | Czechy   | Colours of Ostrava                               | [ 30 ] |
| 30 lipca 2016        | Hulczyn          | Czechy   | Štěrkovna Open Music                             | [ 30 ] |
| 5 sierpnia 2016      | Olsztyn          | Polska   | Miejski Ośrodek Kultury                          | [ 31 ] |
| 6 sierpnia 2016      | Wrocław          | Polska   | Pergola (Męskie Granie)                          | [ 29 ] |
| 20 sierpnia 2016     | Katowice         | Polska   | NOSPR (Festiwal Nowa Muzyka)                     |        |
| 28 sierpnia 2016     | Poznań           | Polska   | Teatr Muzyczny                                   | [ 32 ] |
| Seria 2              |                  |          |                                                  |        |
| 23 września 2016     | Lubin            | Polska   | Centrum Kultury „Muza”                           | [ 33 ] |
| 24 września 2016     | Kędzierzyn-Koźle | Polska   | Dom Kultury „Chemik”                             | [ 33 ] |
| 14 października 2016 | Sopot            | Polska   | klub „Scena”                                     | [ 33 ] |
| 27 października 2016 | Kraków           | Polska   | Łaźnia Nowa                                      | [ 33 ] |
| 28 października 2016 | Rzeszów          | Polska   | klub „Lukr”                                      | [ 33 ] |
| 11 listopada 2016    | Poznań           | Polska   | Międzynarodowe Targi Poznańskie                  | [ 33 ] |
| 18 listopada 2016    | Katowice         | Polska   | Mega Club                                        | [ 33 ] |
| 19 listopada 2016    | Wrocław          | Polska   | Stary Klasztor                                   | [ 33 ] |
| 24 listopada 2016    | Warszawa         | Polska   | klub „Stodoła”                                   | [ 33 ] |
| 26 listopada 2016    | Gdynia           | Polska   | klub „Ucho”                                      | [ 33 ] |
| Seria 3              |                  |          |                                                  |        |
| 19 stycznia 2017     | Gliwice          | Polska   | klub „Spirala”                                   | [ 34 ] |
| 20 stycznia 2017     | Wrocław          | Polska   | Stary Klasztor                                   | [ 34 ] |
| 28 stycznia 2017     | Tczew            | Polska   | Centrum Kultury i Sztuki                         | [ 34 ] |
| 11 lutego 2017       | Łódź             | Polska   | klub „Wytwórnia”                                 | [ 34 ] |
| 4 marca 2017         | Lublin           | Polska   | Filharmonia Lubelska                             | [ 34 ] |